# 斯洛維尼亞丘陵內萊納爾特
斯洛維尼亞丘陵內萊納爾特（發音：[ˈleːnaɾt ʍ slɔˈʋeːnskiɣ ɡɔˈɾiːtsax] ⓘ），是斯洛維尼亞東北部莱纳尔特市镇的一個小鎮及其行政中心。位於斯洛文尼亚戈里采丘陵地帶。该市镇是下施蒂里亞傳統地區的一部分，現在包含在波德拉夫統計區中。

## 外部連結
- Lenart v Slovenskih Goricah at Geopedia （页面存档备份，存于）